# Ophiomyia marquesana
Ophiomyia marquesana är en tvåvingeart som först beskrevs av Malloch 1933.  Ophiomyia marquesana ingår i släktet Ophiomyia och familjen minerarflugor. Inga underarter finns listade i Catalogue of Life.